# Ulrich Noethen
Ulrich Noethen, född 18 november 1959 i München, Bayern, är en tysk skådespelare.

## Roller (urval)
- 1997 – Comedian Harmonists
- 2003 – Det flygande klassrummet
- 2004 – Undergången – Hitler och Tredje rikets fall
- 2008 – Ett enklare liv (TV-film)
- 2010 – Den gamle deckarräven (TV-serie)
- 2013 – Hannah Arendt
- 2014 – Pettson och Findus – Roligheter
- 2015 – Deutschland 83 (TV-serie)
- 2016 – NSU – hatets underjord (TV-serie)
- 2018 – Ku'damm 56 (TV-serie)
- 2019 – Charité (TV-serie)
- 2021 – Furia (TV-serie)